# 博德菲什 (加利福尼亞州)
博德菲什（英語：Bodfish）是位於美國加利福尼亞州克恩縣的一個人口普查指定地區。

## 地理
博德菲什的座標為35°35′17″N 118°29′31″W / 35.58806°N 118.49194°W，而該地最高點為海拔高度819米（即2687英尺）。

## 人口
根據2010年美國人口普查的數據，博德菲什的面積為21.31平方千米，當中陸地面積為21.28平方千米，而水域面積為0.03平方千米。當地共有人口1956人，而人口密度為每平方千米91人。